# Požega (comitaat)
Het comitaat Požega   (Kroatisch: Požeška županija , Hongaars: Pozsega vármegye ,  Duits: Komitat Pozsega ) was een historisch comitaat in het zuiden van het koninkrijk Kroatië en Slavonië (Hongaars: Horvát-Szlavónország) , maakte deel uit van Transleithanië en de Landen van de Heilige Hongaarse Stefanskroon. Tegenwoordig is het grondgebied verdeeld over de Kroatische provincies: Brod-Posavina , Požega-Slavonië en zijn voor een klein deel onderdeel van de provincies Bjelovar-Bilogora (Stoeldistrict Daruvar) en Sisak-Moslavina (Stoeldistrict Novska).
Het comitaat bestond vanaf de Hoge Middeleeuwen tot het Verdrag van Trianon in 1920, met de uitzondering toen een deel van dit gebied onderdeel uitmaakte van Bosnië (Ottomaanse provincie) en bekend stond als de Sandjak Požega. De hoofdstad van het comitaat was Požega / Pozsega / Poschegg  en dankt haar naam aan deze stad. Het gebied was gelegen in Slavonië en maakte eerder ook deel uit van de Militaire Grens.

## Ligging

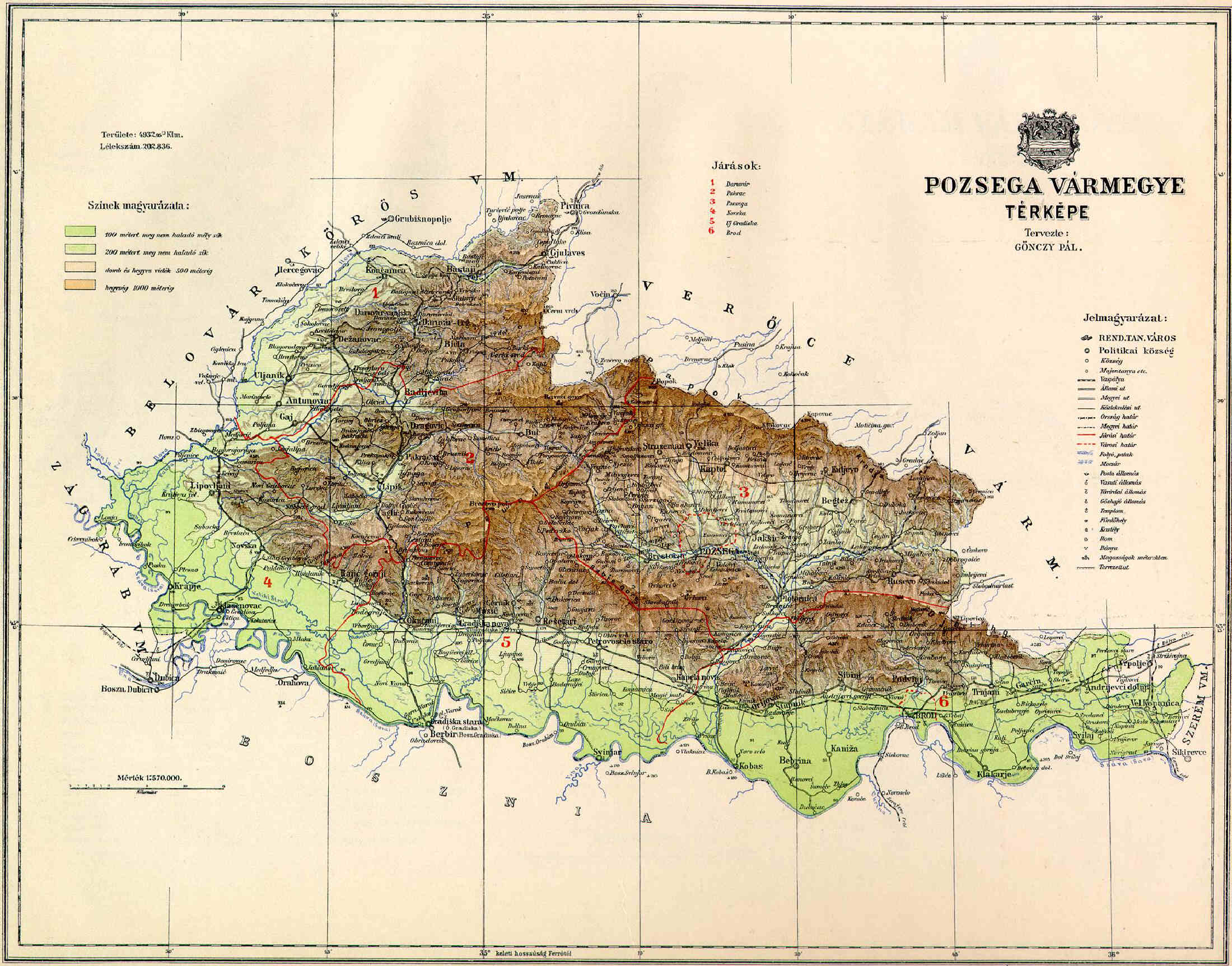
Kaart van het comitaat Požeška / Pozsega in 1890

Het comitaat grensde aan de Kroatische comitaten: Zágráb , Belovár-Kőrös , Verőce en Syrmië. 
Anderzijds aan Ottomaans Bosnië en daarvoor aan het Koninkrijk Bosnië.
De zuidgrens vormde de Sava, die ook gelijk de landsgrens vormde met het Bosnië (Ottomaanse provincie), toen het er geen deel meer vanuit maakte, tussen 1878 en 1918 grensde het aan het enige gebied van Oostenrijk-Hongarije, dat na de Bosnische crisis in 1908, een Condominium (staatsvorm) vormde en daarvoor als Oostenrijks-Hongaars bestuur van Bosnië en Herzegovina, na het Congres van Berlijn, een militaire bezetting was van het Oostenrijks-Hongaars leger. In 1910 kreeg dat dezelfde rechten, als de andere Kroonlanden
Het comitaat had enigszins een vlak in het zuiden bij de rivierenvallei van de Sava en anderszins een heuvelachtig en bergachtig landschap in het grootste deel van het comitaat, waarin ook hoofdstad Požega (Kroatië)  / Pozsega / Poschegg gelegen was. Verder doorstroomde meerdere kleinere rivieren het gebied. De Psunj is de hoogste piek van Slavonië ,maakt deel uit van het Požeška gora en van het gebied. De middelgebergten:  Papuk  en het Krndijagebergte  waren deels gelegen in dit comitaat en werden gedeeld met het buurcomitaat Verőce.

## Districten
| Stoeldistrict  | Hoofdplaats                               |
| -------------- | ----------------------------------------- |
| Slavonski Brod | Slavonski Brod / Bród of Szlavónbród      |
| Daruvar        | Daruvar / Daruvár / Daruwar               |
| Novska         | Novska / Novszka                          |
| Pakrac         | Pakrac / Pakrác / Pakratz                 |
| Požega         | Požega (Kroatië) / Pozsega / Poschegg     |
| Nova Gradiška  | Nova Gradiška / Újgradiska / Neu-Gradisca |
| Stadsdistrict  |                                           |
| Slavonski Brod | Slavonski Brod / Bród of Szlavónbród      |
| Požega         | Požega (Kroatië) / Pozsega / Poschegg     |